# Millionaire (SLF)
Millionaire è un singolo del collettivo italiano SLF, pubblicato l'8 luglio 2022 come unico estratto dalla riedizione del primo mixtape We the Squad, Vol. 1 (Summer Edition).

## Descrizione
Il brano è stato scritto da Lele Blade, MV Killa, Vale Lambo, Jvli e Yung Snapp ed è stato prodotto da quest'ultimi due.
Musicalmente il brano è composto con un tempo moderato di 120 battiti per minuto e in tonalità di Si maggiore.

## Tracce
Testi di Valerio Apice, Alessandro Arena, Julien Boverod, Antonio Lago e Marcello Valerio, musiche di Julien Boverod e Antonio Lago.
1. Millionaire – 3:52